# Église des Trois-Saints-Hiérarques de Moscou
L'église des Trois-Saints-Hiérarques (en russe : Церковь Трех Святителей Великих, что на Кулишках) de Moscou, fondée dans la seconde moitié du XIVe siècle, est une des églises du quartier de Khitrovka.
Le bâtiment actuel fut érigé en 1670-1674, sa particularité est que le clocher est situé à l'angle de l'église. De forme cubique et orné d'une unique coupole l'église comporte deux étages : l'église basse dédié aux trois saints hiérarques et l'église haute dédiée à la sainte trinité. Vers 1770 l'église fut transformée dans le style du classicisme.
L'incendie de 1812 épargna l'église mais celle-ci fut entièrement pillée. Quelques années plus tard les façades furent remodelées dans le style empire avant une nouvelle reconstruction, en 1854, sous la direction de D.A. Koritski.
L'église, fermée par les autorités en 1927, a été restaurée dans les années 1970 en lui rendant son aspect initial. Les services religieux ont repris en 1996.